# 百货商店的秘密
《百货商店的秘密》（俄語：За витриной универмага）是1955年上映的一部苏联喜劇電影，导演是萨姆松·萨姆索诺夫，主要演员有奥列格·阿诺弗里耶夫和斯维特兰娜·德鲁日尼娜。

## 情节
百货商店服装部主任克雷洛夫因服装厂送来的服装不合格，提出赔偿损失的要求。最后法院宣判服装厂应该赔偿损失费五万卢布，这让服装厂女厂长安德列耶娃十分恼火。两人大吵一场。但当一群黑市的骗子要陷害克雷洛夫时，安德列耶娃却帮了克雷洛夫一把。电影描绘了一群商业工作者的工作和生活情形：他们如何诚恳地为顾客服务，如何无畏地向内部的坏分子作斗争，以及他们在爱情生活中的烦恼和欢乐......

## 中文译制
1956年由中央电影局上海电影制片厂译制。台词由萧章翻译，黎海生做配音导演，邱岳峰负责旁白。

## 演员表
| 演员姓名                  | 饰演角色      | 角色备注                 | 中文配音演员 |
| ------------------------- | ------------- | ------------------------ | ------------ |
| 伊万·德米特里耶夫         | 克雷洛夫      | 百货商店服装部主任       | 富润生       |
| 娜塔莉亚·梅德韦杰娃       | 安德列耶娃    | 曙光服装厂厂长           | 苏秀         |
| 米卡埃拉·德罗兹多夫斯卡娅 | 尤尔雅        | 百货商店营业员           | 张鸿眉       |
| 奥列格·阿诺弗里耶夫       | 西道金        | 百货商店服装部共青团支书 | 闻兆煃       |
| 斯维特兰娜·德鲁日尼娜     | 索尼雅·鲍日科 | 百货商店器皿部营业员     | 赵慎之       |
| 阿纳托利·库兹涅佐夫       | 马特柳金中尉  | 民警                     | 胡庆汉       |
| 格奥尔基·沙姆舒林         | 百货商店经理  | 百货商店经理             | 邹华         |
| 瓦连京娜·丹契娃           | 谢尔盖耶娃    |                          | 张同凝       |
| 鲍里斯·捷宁               | 叶高·鲍日科   | 索尼雅之父               | 杨文元       |
| 米哈伊尔·特罗扬诺夫斯基   | 马兹钦科      | 百货商店售货员           | 温健         |
| 格奥尔基·格奥吉乌         | 马斯洛夫      | 骗子                     | 于鼎         |